# Europs calognathus
Europs calognathus es una especie de coleóptero de la familia Monotomidae.

## Distribución geográfica
Habita en Zimbabue.